# SBB Baskets Wolmirstedt
Die SBB Baskets Wolmirstedt sind eine Basketballmannschaft aus Wolmirstedt (Sachsen-Anhalt).

## Geschichte
1998 wurde der Vorläufer Ohre BC Wolmirstedt Meister der 2. Regionalliga Nord-Ost, als Vizemeister der 1. Regionalliga Nord gelang in der Saison 1998/99 gleich der nächste Aufstieg in die 2. Basketball-Bundesliga. Der Ohre BC (nach einer Umbenennung Ohre Sport Club Wolmirstedt/Magdeburg, dann Ohre Sport Club Magdeburg) war bis 2002 Zweitligist.
Die Gründung des Baskets Wolmirstedt e. V. erfolgte 1999, im Mai 2000 trat der Verein, der Spieler des OBC übernommen hatte, dem Basketball-Verband Sachsen-Anhalt bei.
Ab der Saison 2015/16 spielte die Herrenmannschaft der Baskets Wolmirstedt in der 2. Regionalliga und wurde ab diesem Spieljahr im Spielbetrieb als SBB Baskets Wolmirstedt geführt, abgeleitet vom Hauptgeldgeber, der in Wolmirstedt ansässigen Segment-Behälter-Bau GmbH (SBB).
Anfang November 2016 kam mit Michael Opitz aus Berlin ein neuer Cheftrainer, der Dirk Uhlemann ablöste. Uhlemann blieb Co-Trainer und als Funktionär im Amt.

### Aufstieg in die Regionalliga und Ausrichtung auf Profitum
Opitz führte die Mannschaft im Spieljahr 2017/18 zum Gewinn des Landespokals Sachsen-Anhalts und in der 2. Regionalliga mit 24 Siegen aus 24 Ligaspielen zum Aufstieg in die 1. Regionalliga. Bester Korbschütze im Meisterjahr war Nico Adamczak (22,6 Punkte/Spiel), gefolgt von Acha Njei (18,8 Punkte/Spiel) und Femi Oladipo (11,2 Punkte/Spiel). Nach dem Erfolg kam es zur Trennung von Opitz diese erfolgte im Unfrieden zwischen Trainer und Verein.
Mitte Mai 2018 wurde Steven Monse Sportdirektor der Wolmirstedter, nachdem er zuvor Spieler der Mannschaft gewesen war. Nachfolger von Trainer Opitz wurde im Sommer 2018 Ralf Rehberger, der in der Vorsaison den Rostock Seawolves zum Aufstieg in die 2. Bundesliga ProA verholfen hatte. Im Februar 2019 wurde die SBB Leistungszentrum für Sport, Marketing und Bildung gGmbH als Unternehmen zur Förderung von Randsportarten im Raum Wolmirstedt und gleichzeitig als Betreiber der Basketball-Herrenmannschaft gegründet, Geschäftsführer wurde Andreas Eberhardt, gleichzeitig Geschäftsführer des Namensgebers Segment-Behälter-Bau GmbH. Uhlemann als für den Leistungssport zuständiges Vorstandsmitglied der SBB Baskets gab im Oktober 2019 das Ziel aus, dass sich Wolmirstedt „zukünftig als feste Größe im deutschen Basketball präsentieren“ wolle.
Die Saison 2018/19 wurde unter Rehbergers Leitung als Liganeuling auf dem dritten Platz der 1. Regionalliga Nord abgeschlossen, Rehbergers Amtszeit endete anschließend. Sein bisheriger Assistenztrainer, der damals 28-jährige Potthast bekam das Cheftraineramt übertragen. Der als Ziel ausgegebene Aufstieg in die 2. Bundesliga ProB wurde in der Saison 2019/20, die wegen der Ausbreitung von COVID-19 vorzeitig beendet wurde, nicht erreicht. Die Wolmirstedter Mannschaft, zu der mehrere Spieler mit Erfahrung aus höherklassigen Ligen (Maximilian Rockmann, Jordan Talbert, Philipp Lieser, Jeramie Woods) und insgesamt neun Vollprofis gehörten, stand zum Zeitpunkt des Saisonabbruchs auf dem zweiten Tabellenplatz hinter dem Eimsbütteler TV. Im Endspiel des Landespokals Sachsen-Anhalts wurde im Januar 2020 Regionalliga-Konkurrent und Titelverteidiger Aschersleben Tigers BC bezwungen.
In der Sommerpause 2020 wurde das Aufgebot weiter namhaft verstärkt: Oliver Clay, Anthony Canty brachten Bundesliga-Erfahrung nach Wolmirstedt mit, Bill Borekambi stieß aus der zweiten Liga zum Aufgebot von Eiko Potthast. Als Ziel für das Spieljahr 2020/21 wurde erneut der Aufstieg in die 2. Bundesliga ProB ausgegeben. Nach Aussage der Vereinsführung ging man bereits in der zum Amateurbereich zählenden Regionalliga mit einem Profikader ins Rennen. Vor der Saison 2020/21 kündigte der Vorstandsvorsitzende Uhlemann seinen Rücktritt für den Fall des Verpassens des ProB-Aufstiegs an. Das Spieljahr wurde wegen der anhaltenden Covid-19-Pandemie abgebrochen, bis zu diesem Zeitpunkt hatte Wolmirstedt seine fünf Saisonspiele alle gewonnen. Die 2. Bundesliga schrieb eine ProB-Aufstiegsmöglichkeit für Regionalligisten aus, für die sich Wolmirstedt ebenso wie die WSG Königs Wusterhausen mit dem ehemaligen Wolmirstedter Trainer Opitz bewarb, sodass zwei Entscheidungsspiele angesetzt wurden, um den Aufsteiger in die ProB zu ermitteln. Für die Aufstiegsspiele verstärkte sich Wolmirstedt mit dem ehemaligen Nationalspieler Konstantin Konga und gewann beide Duelle mit Königs Wusterhausen, wodurch der Aufstieg in die 2. Bundesliga ProB gelang. Kameras des MDR begleiteten die SBB Baskets Wolmirstedt während der Saison 2020/21, der Sender strahlte eine mehrteilige Dokumentation über die Mannschaft aus.

### 2021–2025: Playoff-Dauergast und Vizemeisterschaft in der 2. Bundesliga ProB
In der Saison 2021/22 gehörte Wolmirstedt als Neuling der 2. Bundesliga ProB Nord gleich der Spitzengruppe an und schloss die Hauptrunde als Tabellenzweiter ab. Hernach erfolgte im Halbfinale das Ausscheiden gegen die Dresden Titans. Am 1. August 2022 übernahm Cindy Rössel die Geschäftsführung der Betriebsgesellschaft der Mannschaft (SBB Baskets GmbH), ebenfalls im August 2022 übernahm Konstantin Konga (später wieder Konstantin Klein genannt) das Amt des hauptamtlichen Sportdirektors und löste den ehrenamtlich tätigen Monse ab. In der Saison 2022/23 stand die Wolmirstedter Mannschaft erneut im Halbfinale, musste sich aber dem SC Rasta Vechta II geschlagen geben. In der darauffolgenden Saison 2023/24 unterlag man bereits im Viertelfinale dem späteren Meister Dragons Rhöndorf. Klein schied im Sommer 2024 als Sportdirektor aus, Anfang Januar 2025 wurde mit Kevin Magdowski ein Nachfolger eingestellt. Im Mai 2025 erreichte die Mannschaft um Trainer Potthast mit einem 103:71-Erfolg gegen die ETB Miners im dritten Spiel der Halbfinalserie den sportlichen Aufstieg in die 2. Bundesliga ProA, verpasste aufgrund von zwei Finalniederlagen gegen die Bayer Giants Leverkusen allerdings die ProB-Meisterschaft.

### Seit 2025: 2. Bundesliga ProA
Da die Austragungsstätte der Wolmirstedter nicht den Anforderungen der 2. Bundesliga ProA entsprach, entschied sich die Mannschaftsleitung nach dem Aufstieg zum Umzug in die Wolfgang-Lakenmacher-Halle nach Magdeburg.

## Kader
| Spieler | Spieler            | Spieler             | Spieler    | Spieler | Spieler | Spieler                 |
| Nr.     | Nat.               | Name                | Geburt     | Größe   | Info    | Letzter Verein          |
| ------- | ------------------ | ------------------- | ---------- | ------- | ------- | ----------------------- |
|         |                    | Guards (PG, SG)     |            |         |         |                         |
| 1       | Vereinigte Staaten | Trey Stewart        |            | 1,88 m  |         | BYU Cougars             |
| 5       | Vereinigte Staaten | Jalen Benjamin      | 23.02.2001 | 1,78 m  |         | BK Iskra Svit           |
| 6       | Deutschland        | Martin Bogdanov     | 06.10.1992 | 1,86 m  | (C)     | Nürnberg Falcons BC     |
| 8       | Deutschland        | Lennard Winter      | 08.12.2000 | 1,95 m  |         | Bayer Giants Leverkusen |
| 28      | Deutschland        | Alieu Ceesay        | 09.06.1997 | 1,96 m  |         | Basketball Löwen Erfurt |
|         | Deutschland        | Ben Köhler          | 14.01.2004 | 1,84 m  |         | Culture City Weimar     |
|         | Deutschland        | Joshua Bonga        | 13.01.2005 | 1,90 m  |         | Fresno State Bulldogs   |
|         |                    | Forwards (SF, PF)   |            |         |         |                         |
| 2       | Vereinigte Staaten | Travis Henson       | 02.02.1999 | 1,99 m  |         | BC Luleå                |
| 24      | Vereinigte Staaten | Nigel Pruitt        | 03.10.1994 | 2,00 m  |         | Keflavík ÍF             |
| 35      | Deutschland        | Matthias Fichtner   | 03.10.1998 | 1,98 m  |         | White Wings Hanau       |
|         | Tschechien         | Benjamin Koppke     | 11.07.2005 | 2,05 m  |         | Niners Chemnitz         |
|         |                    | Center (C)          |            |         |         |                         |
| 10      | Litauen            | Modestas Paulauskas | 15.10.1995 | 2,11 m  |         | Nuova Matteotti Corato  |
| 22      | Vereinigte Staaten | Nana Antwi-Boasiako | 01.04.2002 | 2,06 m  |         | SFA Lumberjacks         |
| 34      | Deutschland        | Fabien Kondo        | 17.05.2002 | 2,01 m  |         | VfL Stade               |

| Trainer     | Trainer        | Trainer         |
| Nat.        | Name           | Position        |
| ----------- | -------------- | --------------- |
| Deutschland | Eiko Potthast  | Trainer         |
| Deutschland | Marius Gumpert | Co-Trainer      |
| Deutschland | Leon Hoppe     | Athletiktrainer |

| Legende           | Legende   |
| Abk.              | Bedeutung |
| ----------------- | --------- |
| (C)               | Kapitän   |
| Quellen           |           |
| Teamhomepage      |           |
| Stand: 16.08.2025 |           |

| Legende           | Legende   |
| Abk.              | Bedeutung |
| ----------------- | --------- |
| (C)               | Kapitän   |
| Quellen           |           |
| Teamhomepage      |           |
| Stand: 16.08.2025 |           |

### Wechsel 2025/2026
Zugänge: Nana Antwi-Boasiako (SFA Lumberjacks), Jalen Benjamin (BK Iskra Svit), Joshua Bonga (Fresno State Bulldogs), Alieu Ceesay (Basketball Löwen Erfurt), Travis Henson (BC Luleå), Ben Köhler (Culture City Weimar), Benjamin Koppke (Niners Chemnitz), Nigel Pruitt (Keflavík ÍF), Trey Stewart (BYU Cougars)
Abgänge: Benedict Baumgarth (VfL SparkassenStars Bochum, Leihende), Bill Borekambi (Karriereende), Derreck Brooks (Ziel unbekannt), Ediz Burgunder (Ziel unbekannt), Marc Friederici (ETB Miners), Eamonn Joyce (Ziel unbekannt), Niklas Schulz (Aschersleben Tigers BC), Alvin Onyia (Ziel unbekannt)

## Trainer
| Amtszeit     | Name           |
| ------------ | -------------- |
| bis 11/2016  | Dirk Uhlemann  |
| 11/2016–2018 | Michael Opitz  |
| 2018–2019    | Ralf Rehberger |
| seit 2019    | Eiko Potthast  |

## Spielhalle
Die SBB Baskets trugen ihre Heimspiele bis zur ProB-Saison 2024/25 in der Halle der Freundschaft in Wolmirstedt aus, die bereits zu Zweitligazeiten des Ohre BC Wolmirstedt Ende der 1990er/Anfang der 2000er Jahre Spielstätte der Zweitligapartien war.
Da die Hallenkapazität für die Partien in der ProA jedoch nicht mehr ausreichte, erfolgte im Sommer 2025 der Umzug nach Magdeburg in die Wolfgang-Lakenmacher-Halle, welche über 1.500 Plätze verfügt.